# 前進党
前進党（タイ語: พรรคก้าวไกล、Phak Kao Klai）は、かつて存在したタイの政党。
社会民主主義、進歩主義を掲げており、プラユット・チャンオチャ政権や国軍と対立していた。

## 歴史
2014年5月1日、ルアン・パッタナ・チャート・タイ党として結党された。
憲法裁判所は2019年11月20日のアナコットマイ政党のタナトーン・ジュンルンアンキット党首の議員資格剥奪に続き、2020年2月解散と幹部らの10年間の政治活動禁止を命じた為、2020年初頭ころアナコットマイ政党所属の65人の議員のうち55人が本党への合流を表明。アナコットマイ政党の実質的な後継政党となった。その後、党名が現在の前進党に変更された。
2023年5月14日に行われた総選挙では軍改革と不敬罪（王室に対するもの）の刑期を軽くする改正を訴えて戦い、得票率36.23％を記録して151議席を獲得、下院の第1党に躍進した。なお、この総選挙の際、他の主要政党が対ミャンマー政策を公約に掲げない中、ミャンマーからの政治難民について敬意をもって対処するとして、ミャンマー軍事政権に対する批判的態度を覗かせている。
選挙結果を受けて、前進党と他の野党7党（タイ貢献党、プラチャチャート党、国家建設党、タイ自由党、公平党、プータイルアムパラン党、新しい力党）からなる野党連合は、前進党のピター・リムジャロェーンラット党首を首班とする連立政権樹立について合意を発表した。しかし、憲法の規定では首相指名選挙は下院（民選）と上院（軍部による任命制）の両院が共同で行うため、首相を指名するためには上下院合わせて半数である376票以上の信任票が必要となる。前進党を始めとする野党連合は下院では過半数を制しているものの、軍の影響力が強い上院からの十分な票を確保できるかは不透明だった。
結果、ピターの得票数は324票で、首相指名に必要な得票数には足りなかった。また、反対票は182票、棄権票は199票だった。この直後、バンコクでは前進党・ピタを支持する抗議デモが数回行われ、プーケットでも小規模な抗議デモが行われた。
7月19日、ピターは父、ポンサック・リムジャロエンラットから相続した廃業した放送局ITVの株式を総選挙時に保有していたとして、タイ憲法裁判所から国会議員の資格停止処分を受けた。国会は同日、会期中の首相指名選挙で指名を受けることに失敗した候補者の再立候補を認めないという国会規則を決定したため、ピターの首相就任が不可能となった。その後、前進党は連立政権の樹立に合意している下院第2党の貢献党から首相候補を擁立する事に合意したと発表した。しかし、8月2日に貢献党は野党8党の枠組みから離脱すると発表。その後、前進党を除く11党が大連立で合意。貢献党所属のセター・タウィーシンが首相に選出された。
9月15日、議員資格停止の長期化が見込まれたため、ピターは党首を辞任すると発表した。
9月23日、党臨時総会が開かれ、チャイタワット・トゥラソン幹事長を新党首に選出した。
2024年1月24日、憲法裁判所は、前進党が前年の総選挙で王室批判を禁じる不敬罪の見直しを公約に掲げたのは立憲君主制の転覆を謀る試みで違憲だと判断。8月7日、解党を命じる決定をした。ピター前党首ら党幹部は被選挙権を10年間停止される。
8月9日、前進党の所属国会議員143人はあらたにプラチャーチョン党を結成し、ナタポン・ルアンパニャウトが新しい党首となった。比較第一党ながら、同年8月14日にセター首相が憲法裁判所の即時解任を命じる判決により辞任した際にも、貢献党と国民国家の力党との連立により野党に留まる方針を発表して首相候補を出さず、2025年2月現在、プラチャーチョン党は野党にとどまっている。